# Čerigaj
Čerigaj – wieś w Bośni i Hercegowinie, w Federacji Bośni i Hercegowiny, w kantonie zachodniohercegowińskim, w mieście Široki Brijeg. W 2013 roku liczyła 178 mieszkańców, z czego większość stanowili Chorwaci.